# Sestu
Sestu é uma comuna italiana da região da Sardenha, em cidade metropolitana de Cagliari, com cerca de 15.121 habitantes. Estende-se por uma área de 48 km², tendo uma densidade populacional de 315 hab/km². Faz fronteira com Assemini, Cagliari, Elmas, Monastir, San Sperate, Selargius, Serdiana, Settimo San Pietro.

## Demografia
| Variação demográfica do município entre 1861 e 2011                               |
|                                                                                   |
| Fonte: Istituto Nazionale di Statistica (ISTAT) - Elaboração gráfica da Wikipedia |